# Vmesni čas (TV drama)
Vmesni čas je slovenska TV drama iz leta 1987.
Dogaja se v Kopru. Nekdanji sošolci se srečajo na pogrebu enega izmed njih, Matjaža, ki je storil samomor. Posumijo, da so pri večerji zaužili strupene gobe.
Za scenaristko Stanislavo Bergoč (Korak čez, Brezno) je to prvi TV film.

## Kritike
Lilijana Šaver (Delo) je zapisala, da se režijski koncept, ki se strogo drži epizodnih verističnih dogodkov, s posluhom za drobno vsakdanje v naših življenjih, izmakne nastavljeni zanki filozofiranja, ne da bi v zgodbi zanemaril enega od nakazanih poudarkov, ki jih predstavlja neprisiljeno, preprosto in tekoče, kar je označila za glavno odliko te tv igre. Opisala jo je kot galerijo skrbno razvrščenih likov, ki pripadajo istemu družbenemu razredu in stvarnosti. Uvedbo lika Nadje, ki je edina srečna, čeprav druge ženske v njeni situaciji morda ne bi bile, je razumela kot način, kako narediti to razporeditev in primerjavo usod prepričljivo. Dramaturški obrati, npr. dogodek z gobami in Robert, ki si v svoji lepi hiši v zemljo dolbe sobo zase, so po njenem vezno tkivo zgodbe držali v napetosti, ki je privedla do sproščenega smeha nad tragično banalnostjo strtega posameznika, ki se na zunaj zdi zadovoljen. Všeč ji je bilo, da prizor s premožnim Robertom ne uči, da v bogastvu ni sreče, ampak le, da ni sreče za Roberta. Pohvalila je odlično igralsko zasedbo in Tomašičev tenkočuten posluh za drobno in neponarejeno.

## Zasedba
- Milena Zupančič: Majda
- Lidija Kozlovič
- Metka Franko: Katja
- Marijana Brecelj: Tilka
- Stanislava Bonisegna
- Dare Valič
- Stojan Colja
- Aleš Valič

## Ekipa
- dramaturgija: Polona Flere
- fotografija: Jure Pervanje
- montaža: Zdenka Oblak
- kostumografija: Jerneja Jambrek
- scenografija: Belica Škerlak